# William Ross
William Ross, baron Ross of Marnock (ur. 7 kwietnia 1911 w Ayr, zm. 10 czerwca 1988) – brytyjski polityk, członek Partii Pracy, minister ds. Szkocji w rządach Harolda Wilsona, najdłużej urzędująca osoba na tym stanowisku.

## Życiorys
Był synem maszynisty. Wykształcenie odebrał w Ayr Academy oraz na uniwersytecie w Glasgow. Jeszcze przed II wojną światową rozpoczął pracę nauczyciela. Podczas wojny służył w pułku lekkiej piechoty Highlandu w Indiach, Birmie i Singapurze. Był również majorem w sztabie lorda Mountbattena na Cejlonie.
W 1945 r. podjął nieudaną próbę uzyskania mandatu parlamentarnego w okręgu Ayr Burghs. Do Izby Gmin dostał się dopiero w 1946 r. po wygranych wyborach uzupełniających w okręgu Kilmarnock. W 1954 r. zgłosił poprawkę do projektu ustawy o telewizji komercyjnej dotyczącą zakazu emitowania reklam w niedziele, Wielki Piątek oraz Boże Narodzenie.
Po wygranej laburzystów w wyborach 1964 r. został ministrem ds. Szkocji. Sprawował ten urząd do 1970 r. i ponownie w latach 1974–1976. Na tym stanowisku odpowiadał za utworzenie następujących instytucji gospodarczych w Szkocji: Highlands and Islands Development Board, Scottish Development Agency, Highlands and Islands Enterprise oraz Scottish Enterprise. W 1975 r. nawoływał go głosowania na „Nie” w referendum dotyczącym członkostwa Wielkiej Brytanii w EWG. Był również zwolennikiem pozostania Szkocji w składzie Wielkiej Brytanii.
Stanowisko ministra Ross utracił po rezygnacji Wilsona ze stanowiska premiera w 1976 r. W Izbie Gmin zasiadał do 1979 r. Następnie został kreowany parem dożywotnim jako baron Ross of Marnock. Zmarł w 1988 r.